# Diócesis de Machakos
La diócesis de Machakos (en latín: Dioecesis Machakosensis, en inglés: Roman Catholic Diocese of Machakos y en suajili: Jimbo Katoliki la Machakos) es una circunscripción eclesiástica de la Iglesia católica en Kenia. Se trata de una diócesis latina, sufragánea de la arquidiócesis de Nairobi. Desde el 23 de junio de 2018 su obispo es Norman King'oo Wambua.

## Territorio y organización
La diócesis tiene 7174 km² y extiende su jurisdicción sobre los fieles católicos de rito latino residentes en el condado de Machakos.
La sede de la diócesis se encuentra en la ciudad de Machakos, en donde se halla la Catedral de Nuestra Señora de Lourdes.
En 2021 en la diócesis existían 80 parroquias, tras erección de la diócesis de Wote, en 2023 tiene 49 parroquias.

## Historia
La diócesis fue erigida el 29 de mayo de 1969 con la bula Antiquarum Africae del papa Pablo VI, obteniendo el territorio de la arquidiócesis de Nairobi.
El 22 de julio de 2023 cedió una porción de su territorio (el condado de Makueni) para la erección de la diócesis de Wote.

## Estadísticas
Según el Anuario Pontificio 2022 la diócesis tenía a fines de 2021 un total de 1 197 750 fieles bautizados.
| Año                                                                             | Población            | Población | Población      | Sacerdotes | Sacerdotes    | Sacerdotes    | Bautizados por sacerdote | Diáconos permanentes | Religiosos | Religiosos | Parroquias |
| Año                                                                             | Bautizados católicos | Total     | % de católicos | Total      | Clero secular | Clero regular | Bautizados por sacerdote | Diáconos permanentes | Varones    | Mujeres    | Parroquias |
| ------------------------------------------------------------------------------- | -------------------- | --------- | -------------- | ---------- | ------------- | ------------- | ------------------------ | -------------------- | ---------- | ---------- | ---------- |
| 1970                                                                            | 79 502               | 706 550   | 11.3           | 37         | 5             | 32            | 2148                     |                      | 40         | 37         |            |
| 1980                                                                            | 173 544              | 1 019 000 | 17.0           | 41         | 16            | 25            | 4232                     |                      | 37         | 46         | 22         |
| 1990                                                                            | 325 920              | 1 406 929 | 23.2           | 65         | 38            | 27            | 5014                     |                      | 51         | 69         | 29         |
| 1999                                                                            | 510 738              | 1 923 698 | 26.5           | 87         | 69            | 18            | 5870                     |                      | 73         | 97         | 40         |
| 2000                                                                            | 629 504              | 1 975 027 | 31.9           | 103        | 82            | 21            | 6111                     |                      | 89         | 97         | 40         |
| 2001                                                                            | 630 263              | 2 008 889 | 31.4           | 106        | 87            | 19            | 5945                     |                      | 97         | 113        | 40         |
| 2002                                                                            | 648 209              | 2 008 889 | 32.3           | 114        | 90            | 24            | 5686                     |                      | 108        | 122        | 40         |
| 2003                                                                            | 676 045              | 2 020 909 | 33.5           | 124        | 102           | 22            | 5451                     |                      | 108        | 111        | 40         |
| 2004                                                                            | 781 799              | 2 104 727 | 37.1           | 116        | 95            | 21            | 6739                     |                      | 144        | 127        | 48         |
| 2013                                                                            | 1 153 000            | 2 924 000 | 39.4           | 171        | 146           | 25            | 6742                     |                      | 71         | 185        | 68         |
| 2016                                                                            | 1 373 193            | 3 009 513 | 45.6           | 228        | 197           | 31            | 6022                     |                      | 94         | 211        | 75         |
| 2019                                                                            | 1 138 930            | 2 869 490 | 39.7           | 238        | 205           | 33            | 4785                     |                      | 97         | 291        | 78         |
| 2021                                                                            | 1 197 750            | 3 017 700 | 39.7           | 245        | 210           | 35            | 4888                     |                      | 94         | 249        | 80         |
| Fuente: Catholic-Hierarchy, que a su vez toma los datos del Anuario Pontificio. |                      |           |                |            |               |               |                          |                      |            |            |            |

## Episcopologio
- Raphael Simon Ndingi Mwana'a Nzeki † (29 de mayo de 1969-30 de agosto de 1971 nombrado obispo de Nakuru)
- Urbanus Joseph Kioko † (9 de julio de 1973-15 de marzo de 2003 retirado)
- Martin Musonde Kivuva (15 de marzo de 2003-9 de diciembre de 2014 nombrado arzobispo de Mombasa)
  - Sede vacante (2014-2018)[nota 3]
- Norman King'oo Wambua, desde el 23 de junio de 2018